# Prévôté de Phalsbourg
La prévôté de Phalsbourg est un ancien territoire dépendant de la généralité de Metz, ayant existé de 1661 à 1790.

## Histoire
À la suite du traité de Vincennes, le duché de Lorraine céda à la France la ville de Phalsbourg ainsi que plusieurs villages environnants. C'est alors que cette prévôté fut créée par un édit de novembre 1661. 
Elle était régie par la coutume de la Petite-Pierre et ses appels ressortissaient au bailliage de Sarrelouis à partir de 1685. Sur le plan spirituel, toutes les communautés de cette prévôté étaient rattachées au diocèse de Strasbourg, sauf Henridorff, qui était rattaché au diocèse de Metz.

## Composition
Communautés qui étaient dans cette prévôté : 
- Dann
- Garrebourg
- Hazelbourg
- Henridorff
- Heultenhauzen
- Lutzelbourg
- Mitelbronn
- Phalsbourg (et les censes de Lauthier et Chablé)
- Quatre-Vents (les)
- Vilsperg

### Hautes-justices
Hautes-justices situées dans l'arrondissement de cette prévôté, dont les appellations ressortissaient immédiatement au bailliage de Sarrelouis :
- Bourcheidt
- Brouviller
- Courtzerode
- Valdembourg

## Source
- Henri Lepage, Le département de la Meurthe, 1843.